# Ariolimacidae
Die Ariolimacidae sind eine Familie von Nacktschnecken aus der Unterordnung der Landlungenschnecken (Stylommatophora). Die wenigen Arten sind auf die Westküste von Nordamerika beschränkt.

## Merkmale
Die Vertreter der Ariolimacidae sind ausnahmslos Nacktschnecken mit wurmförmigen Körper. Sie werden ausgestreckt bis etwa 20 cm lang. Die Eingeweidehöhle erstreckt sich über die gesamte Körperlänge. Das Gehäuse ist zu einer flachen Schalenplatte reduziert, die völlig vom Mantel bedeckt ist. Die Sohle ist mit wenigen Ausnahmen in der Längserstreckung dreigeteilt. Die Schlund- und Tentakelmuskeln setzen am Diaphragma an und vereinigen sich im hinteren Teil. Der zwittrige Genitalapparat liegt vor der letzten, vordersten Falte der Eingeweide. Penis und Epiphallus sind noch vorhanden und nicht wie bei vielen anderen Familien der Arionoidea reduziert. 

## Geographische Verbreitung und Lebensweise
Die wenigen Arten der Familie Ariolimacidae kommen nur an der Westküste von Nordamerika vor. Das Verbreitungsgebiet reicht von Alaska im Norden bis nach Kalifornien. 

## Systematik
Die Familie wird von Bouchet & Rocroi (2005) in die zwei Unterfamilien Ariolimacinae und Zacoleinae unterteilt. Letztere wird aber von den meisten Autoren nicht anerkannt
- Familie Ariolimacidae Pilsbry & Vanatta, 1898
  - Unterfamilie Ariolimacinae Pilsbry & Vanatta, 1898
    - Gattung Meadarion Pilsbry, 1948
    - Gattung Ariolimax Mörch, 1859
    - Gattung Magnipelta Pilsbry, 1953
    - Gattung Anadenulus Cockerell, 1890
    - Gattung Hesparion Simroth, 1892
    - Gattung Prophysaon Bland & Binney, 1874 (mit den Untergattungen Prophysaon (Prophysaon) und Prophysaon (Mimetarion) Pilsbry, 1948)

  - Unterfamilie Zacoleinae Webb, 1959 (wird von Schileyko nicht anerkannt)
    - Gattung Zacoleus Pilsbry, 1903
    - Gattung Udosarx Webb, 1959

Sie sind trotz des Namens nicht näher mit den Schnegeln (Limacidae) verwandt. Sie darf außerdem nicht mit der Familie der Ackerschnecken (Agriolimacidae) verwechselt werden.